# Ethoxyquin
Ethoxyquin (EQ) ist eine chemische Verbindung aus der Gruppe der Chinoline, die als Antioxidans Verwendung findet.

## Geschichte
Ethoxyquin wurde 1921 von Emil Knoevenagel entdeckt und 1959 vom damaligen Chemiekonzern Monsanto unter dem Markennamen Santoquin als Alterungsschutzmittel für Gummi auf den Markt gebracht. Seit den 1960ern wird es auch zur Futtermittel-Konservierung eingesetzt.

## Gewinnung und Darstellung
Ethoxyquin wird ausgehend von p-Chlornitrobenzol und Natriumethanolat gewonnen. Deren Produkt wird zu p-Phenetidin hydriert, welches mit Aceton zu Ethoxyquin reagiert.

## Verwendung
Ethoxyquin ist ein Antioxidans, es verhindert die Lipidperoxidation und verzögert die Oxidation von lipophilen Vitaminen (Carotine, Xanthophylle, Vitamin A und Vitamin E).
Es wird in großem Umfang zur Konservierung von Fischmehl (v. A. Futter für Fischfarmen) verwendet. Vor seinem Verbot als Pflanzenschutzmittel wurde Ethoxyquin auch als Nacherntebehandlung gegen Schalenbräune bei Äpfeln eingesetzt.
Fischmehl neigt zur Selbstentzündung während des Transports. Um das zu verhindern, wird dem Fischmehl bereits im Herkunftsland Ethoxyquin zugesetzt. Die Internationale Seeschifffahrts-Organisation (IMO) schreibt einen Gehalt von mindestens 100 mg/kg während des Seetransports vor.
Ende 2016 veröffentlichte die Umweltorganisation Greenpeace eine Untersuchung von 54 Fischprodukten (z. B. Lachs, Forelle, Dorade, Wolfsbarsch) auf das Vorhandensein von Ethoxyquin. In allen 38 Speisefischen aus konventioneller Aquakultur wurde Ethoxyquin nachgewiesen. In 32 Proben der konventionellen Zuchtfische lag die Ethoxyquin-Belastung bei über 50 µg/kg (Ethoxyquin-Grenzwert für Fleisch). Den mit 881 µg/kg höchsten Messwert wies ein Lachsprodukt aus norwegischer Aquakultur auf (Angaben jeweils Summe aus Ethoxyquin und dem Abbauprodukt Ethoxyquin-Dimer). In der EU gibt es keinen Grenzwert für Ethoxyquin in Fisch. 2017 hat das Kantonslabor Genf für die Konsumentensendung «A Bon Entendeur» 18 Proben von Zuchtlachsen aus Schweizer Läden untersucht. In 15 wurden Ethoxyquine oder deren Abbauprodukte nachgewiesen. In 2 wurden hohe Konzentrationen von über 1000 µg/kg gefunden. Lediglich in einer Probe wurde kein Ethoxyquin nachgewiesen.

## Umweltverhalten

Ethoxyquin-Dimer

Vor allem das oxidative Abbauprodukt Ethoxyquin-Dimer reichert sich in Fischgewebe an; auch eine Anreicherung im menschlichen Fettgewebe und in Muttermilch wurde bereits nachgewiesen.

## Zulassung
Ethoxyquin ist als Pflanzenschutzmittel in der europäischen Union seit 2011 nicht mehr zugelassen, da es nicht in den Anhang I der Richtlinie 91/414/EWG aufgenommen wurde. Auch in der Schweiz sind keine Pflanzenschutzmittel mit diesem Wirkstoff zugelassen. Auch nach dem Auslaufen dieser Zulassung war es als Futtermittelzusatzstoff (E 324), speziell in Fischfutter, zugelassen. In Biozuchten in der EU und der Schweiz war der Einsatz hingegen verboten. Laut einer Pressemitteilung der EFSA vom 18. November 2015 kann aufgrund eines „generellen Mangels an Daten“ keine abschließende Sicherheitsbewertung der Substanz stattfinden. Im Sommer 2017 hat die EU entschieden, die Verwendung von Ethoxyquinen zu verbieten, falls kein Nachweis erbracht wird, dass die Stoffe für den Konsumenten unbedenklich sind. Mit Inkrafttreten der Durchführungsverordnung (EU) 2022/1375 am 5. August 2022 wurde die Zulassung von Ethoxyquin als Futtermittelzusatzstoff der Funktionsgruppe „Antioxidationsmittel“ schließlich rechtsgültig verweigert.

## Handelsnamen
Santoquin, Stop-Scald